# Holger Potzern
Holger Potzern (* 20. Jahrhundert; † 2007) war ein deutscher Schauspieler, Theaterregisseur, Hörspiel- und Synchronsprecher.

## Leben
Potzern trat als Bühnenschauspieler am Ernst Deutsch Theater in Hamburg sowie an der Niederdeutschen Bühne Flensburg auf, wo er als Regisseur Aufführungen auch selbst inszenierte.
Einem breiten überregionalen Publikum ist Potzern aber vor allem durch seine Stimme bekannt. Er sprach für verschiedene Kinder- und Jugendhörspiele bekannter Labels wie EUROPA, Karussell und Ravensburger. In der Karussell-Adaption von Albert Uderzos und René Goscinnys Asterix übernahm Potzern den Part des Druiden Miraculix, in der Lucky-Luke-Reihe desselben Labels war er als Jack Dalton zu hören, und in Hans Joachim Herwalds Vertonung von Akif Pirinçcis Katzenkrimi Felidae sprach er Jesaja. Besonders populär war er als grüne Walze Rollo in den Geschichten mit und um Bob, den Baumeister. Potzern sprach die Figur im Hörspiel und der deutschen Synchronfassung der Fernsehserie von Beginn der deutschen Ausstrahlung 2001 bis zu seinem Tod 2007. Seither ist Bertram Hiese als Rollo zu hören. Darüber hinaus synchronisierte Potzern auch Schauspieler wie Ice-T in Ticker und Luke Wilson in Soul Survivors.

## Hörspiele (Auswahl)
- 1991: Dschungel Buch IV: Bei Balu ist der Bär los, Karussell
- 1992: Die Dinos sind da (2): Professor Saurolophus wird entführt, Karussell
- 1993: Die Dinos sind da (3): Diplo rettet die Kinder, Karussell
- 1993: Teddy Geschichten, Karussell
- 1994: Aristocats (2) – Katerfrühstück, Karussell
- 1994: Felidae, Karussell
- 1995: Lego: Gangster, Gauner und Ganoven, Karussell
- 1997: Asterix & Kleopatra, Karussell
- 1999: Animorphs (1): Die Invasion, Ravensburger
- 1999: Animorphs (2): Der Besucher, Ravensburger
- 1999: Animorphs (4): Die Botschaft, Ravensburger
- 1999: Die Knickerbocker-Bande (7): Es kam aus dem Eis, Ravensburger
- 2000: Die Knickerbocker-Bande (11): Hinter der verbotenen Tür, Ravensburger
- 2001–2007: Bob, der Baumeister, Europa
- 2001: Ein Fall für TKKG (128) – Die Gehilfen des Terrors, Europa
- 2002: Lucky Luke (1): Tortillas für die Daltons, Karussell
- 2002: Lucky Luke (2): Die Daltons bewähren sich, Karussell
- 2002: Lucky Luke (6): Nitroglyzerin, Karussell
- 2003: Fünf Freunde (52) und das Phantom von Sherwood Forest, Europa
- 2004: Edgar Wallace: Das Gesicht im Dunkeln, maritim
- 2006: Edgar Wallace: Der Banknotenfälscher, maritim
- 2005: Hexe Lilli (4) auf Schloss Dracula, Europa
- 2006: Ein Fall für TKKG (152) – Max und Anna, ein diebisches Paar, Europa
- 2006: Löwenzahn (17): Peter geht zur Feuerwehr, Karussell